# Boente (La Coruña)
Boente (llamada oficialmente Santiago de Boente) es una parroquia española del municipio de Arzúa, en la provincia de La Coruña, Galicia.

## Entidades de población
Entidades de población que forman parte de la parroquia:
- Boente de Abaixo
- Boente de Arriba
- Martulo
- Outeiro
- Pazos (Os Pazos)
- Peroxa (A Peroxa)

## Demografía
| Gráfica de evolución demográfica de Boente entre 2000 y 2018 |
|                                                              |
| Datos según el nomenclátor publicado por el INE.             |